# Antinephele achlora
Antinephele achlora är en fjärilsart som beskrevs av Holland 1892. Antinephele achlora ingår i släktet Antinephele och familjen svärmare. Inga underarter finns listade i Catalogue of Life.